# Apokoronas
Apokoronas (griechisch Δήμος Αποκορώνου) ist eine Gemeinde auf der griechischen Insel Kreta.
Die Gemeinde Apokoronas liegt im nordöstlichen Teil des Regionalbezirks Chania (ehemalige Präfektur Chania) und erstreckt sich vom Golf von Souda bis Krapi und vom Fluss Mousela bis Keramia. Die Fläche der neuen Gemeinde beträgt 315,288 Quadratkilometer, und die Einwohnerzahl beläuft sich laut der Volkszählung 2021 auf 12.247. Der Verwaltungssitz der Gemeinde ist Vryses.

## Verwaltungsgliederung
Bei der Kommunalreform 2011 (Kallikratis-Programm) wurden die Gemeinden Armeni, Asi Gonia, Fres, Georgioupoli, Kryonerida und Vamos zu der neuen Gemeinde Apokoronas zusammengelegt. Die ehemaligen Gemeinden bilden Gemeindebezirke.
| Gemeindebezirk      | griechischer Name               | Code   | Fläche (km²) | Einwohner 2011 | Einwohner 2021 | Dimotiki Kinotita (Δημοτική Κοινότητα)                                                              | Lage |
| ------------------- | ------------------------------- | ------ | ------------ | -------------- | -------------- | --------------------------------------------------------------------------------------------------- | ---- |
| Kryonerida          | Δημοτική Ενότητα Κρυονερίδας    | 740201 | 67,275       | 1.993          | 2.068          | Vryses, Alikampos, Vafes, Emprosneros, Nipos, Maza                                                  |      |
| Armeni              | Δημοτική Ενότητα Αρμένων        | 740202 | 54,817       | 3.255          | 3.159          | Kalyves, Armeni, Kares, Macheri, Nio Chorio, Ramni, Stylos                                          |      |
| Asi Gonia           | Δημοτική Ενότητα Ασή Γωνιάς     | 740203 | 18,786       | 0527           | 0456           | Asi Gonia                                                                                           |      |
| Vamos               | Δημοτική Ενότητα Βάμου          | 740204 | 66,641       | 3.388          | 3.069          | Vamos, Gavalochori, Kaina, Kalamitsi Alexandrou, Kefalas, Kokkino Chorio, Xirosterni, Plaka, Sellia |      |
| Georgioupoli        | Δημοτική Ενότητα Γεωργιουπόλεως | 740205 | 53,908       | 2.749          | 2.708          | Kourna, Georgioupoli, Amygdali, Kastellos, Fylaki,                                                  |      |
| Fres                | Δημοτική Ενότητα Φρε            | 740206 | 53,861       | 0895           | 0787           | Fres, Melidoni, Paidochori, Pemonia, Tzitzifes                                                      |      |
| Gemeinde Apokoronas | Gemeinde Apokoronas             | 7402   | 315,288      | 12.807         | 12.247         | |      |